# Issei Sagawa
Issei Sagawa (佐川一政, Sagawa Issei ; Kobe, 26 april 1949 – 24 november 2022) was een Japanse kannibaal die in 1981 de Nederlandse studente Renée Hartevelt vermoordde en opat.

## Levensloop
Sagawa droomde al jaren van het opeten van zijn geliefde. Het moest een mooi Duits of Nederlands meisje zijn. Daarna wilde hij, conform de dromen die hij had, zelf door iemand anders in een pot worden gekookt en opgegeten, zodat de cirkel rond zou zijn.
Reeds eerder was er een incident en waren er aanwijzingen dat de jonge Issei geestelijk niet in orde was. Zijn machtige vader, een echte zaibatsu, hield hem echter telkens de hand boven het hoofd. Een incident met een Duits meisje liep met een sisser af.
In 1981 studeerde Sagawa aan de Sorbonne en leerde de Nederlandse Renée Hartevelt kennen. Zij was volgens hem de mooiste vrouw die er was. Na een intiem diner bekende Sagawa zijn liefde voor haar. Renée zei dat ze zijn intelligentie bewonderde, maar wees hem toch af. Hierop schoot Sagawa haar dood met een jachtgeweer.
Sagawa begon vervolgens delen van haar lichaam op te eten, en had seks met het dode lichaam. Later beschreef hij "het vlees was zacht, zoals tonijn, het leek te smelten op mijn tong. Met ieder hapje werd ik seksueel opgewonden."
Uiteindelijk begon het vlees te rotten, en moest hij zorgen dat hij het kwijtraakte. Hij stopte het in koffers, en probeerde deze te dumpen. De koffer viel echter open, zodat de stukken vlees duidelijk zichtbaar op straat vielen. Sagawa werd gearresteerd door de Franse politie. Hij werd uitgeleverd aan Japan en zat daar een straf uit van vijftien maanden. Hij werd op 12 augustus 1986 vrijgelaten.
Sagawa heeft een boek geschreven over zijn misdrijf, dat redelijk verkocht in Japan (ISBN 4883120015 alleen in het Japans). Daarnaast schreef hij nog een boek over de kindermoorden in Kobe in 1997, tezamen met nog wat kleinere freelanceprojecten. Hij was ook vaak te gast bij talkshows en maakte een pornofilm gewijd aan kannibalisme.
In een interview met het blad Vice in 2009 gaf hij aan dat hij zijn sociale stigma als moordenaar en kannibaal als een vreselijke straf ervoer en zelfmoord overwoog.
The Stranglers schreven in 1981 het nummer "La Folie", naar aanleiding van Sagawa's daad. De Rolling Stones vermeldden de daad in het nummer "Too Much Blood" uit 1983. In 2017 kwam de documentaire "Caniba" uit, waarin antropologen Véréna Paravel en Lucien Castaing-Taylor een portret maakten van Sagawa.
Sagawa overleed op 73-jarige leeftijd aan de gevolgen van een longontsteking.